# Polypedilum crassum
Polypedilum crassum är en tvåvingeart som beskrevs av Maschwitz 2000. Polypedilum crassum ingår i släktet Polypedilum och familjen fjädermyggor.
Artens utbredningsområde är Minnesota. Inga underarter finns listade i Catalogue of Life.